# شورش‌های ۲۰۰۲ گجرات
شورش‌های ۲۰۰۲ گجرات یا کشتار دسته جمعی گجرات، یک نزاع بین جمعی سه روزه در ایالت گجرات واقع در غرب کشور هند بوده‌است. پس از این حادثه سه روزه، درگیری‌های بیشتری رخ داد و شهر احمدآباد (از شهرهای ایالت گجرات) تا سه ماه شاهد وقایع خشونت‌آمیزی بود؛ حتی تا یک سال بعد از این واقعه، خشونت‌هایی علیه جمعیت اقلیت مسلمان در سراسر ایالت گجرات رخ داده‌است. گفته می‌شود که حادثه آتش‌سوزی قطار در گادهارا در ۲۷ فوریه ۲۰۰۲ (۸ اسفند ۱۳۸۰)، که باعث کشته شدن ۵۸ خادم افتخاری هندو که از ایودیا بازمی‌گشتند شده، عامل اولیه بروز این خشونت‌ها بوده‌است.
بر اساس آمارهای رسمی، این شورش‌ها با ۱٬۰۴۴ کشته، ۲۲۳ مفقود و ۲٬۵۰۰ زخمی پایان یافته‌است. از میان کشته شدگان، ۷۹۰ نفر مسلمان و ۲۵۴ نفرشان هندو بوده‌اند. بر اساس گزارش محکمه شهروندان متعهد، تخمین زده می‌شود که حدود ۱٬۹۲۶ نفر کشته شده‌اند. منابع دیگر حتی تعداد کشته شدگان را افزون از ۲٬۰۰۰ نفر ذکر کرده‌اند. علاوه بر موارد متعدد قتل‌ها و تجاوزهای وحشیانه در این شورش‌ها، غارت گسترده و تخریب اماکن بسیاری گزارش شده‌است. نارندرا مودی، وزیر کل آن موقع گجرات که بعدها نخست‌وزیر هند گردید، متهم به دست داشتن در راه اندازی و هدایت این شورش‌ها شد. همین‌طور گفته می‌شود که پلیس و مقامات دولتی آشوبگران را راهنمایی کرده و اطلاعاتی در مورد مسلمانان (از جمله آدرس خانه‌هایشان) به آنها داده‌اند.
در سال ۲۰۱۲ (۱۳۹۱ شمسی)، تیم تحقیق ویژه (موسوم به اِس‌آی‌تی) گماشته شده توسط دیوان عالی هند، نارندرا مودی را از اتهام دست داشتن در این شورش‌ها تبرئه کرد. اِس‌آی‌تی همچنین ادعاهایی مبنی بر اینکه دولت ایالتی به اندازه کافی برای جلوگیری از شورش‌ها تلاش نکرده‌است را رد کرد. گفته می‌شود این اقدامات اِس‌آی‌تی عصبانیت و مخالفت مسلمانان را برانگیخت. در ژوئیه ۲۰۱۳ (تیر ۱۳۹۲)، ادعاهایی مطرح شد مبنی بر اینکه اِس‌آی‌تی در مدارک و شواهد دست برده‌است. در دسامبر (آذر ماه) همان سال، یکی از دادگاه‌های هند گزارش پیشین اِس‌آی‌تی را تأیید و دادخواست پیگرد قانونی نارندرا مودی را رد کرد. در آوریل ۲۰۱۴ (فروردین ۱۳۹۳) دیوان عالی کشور هند، از تحقیقات اِس‌آی‌تی در ۹ پرونده مربوط به شورش‌ها ابراز خرسندی کرد و دادخواستی را که تحقیقات اِس‌آی‌تی را «بی‌اساس» می‌نامید، رد کرد.
این وقایع سال ۲۰۰۲ (۱۳۸۰ شمسی) گرچه رسماً به عنوان شورش کمونیستی طبقه‌بندی شده، اما توسط بسیاری از محققان به عنوان پوگروم توصیف شده‌است. البته برخی از مفسران ادعا می‌کنند که این حملات از قبل برنامه‌ریزی شده و حمله به قطار «مرحله فعالسازی» این خشونت از پیش تعیین شده بوده‌است. سایر شاهدان از این رویداد به عنوان یک «نسل‌کشی قانونی»، یا تروریسم دولتی یا پاک‌سازی قومی یاد کرده‌اند. نمونه‌هایی از این خشونت جمعی اینها هستند: قتل‌عام نارودا پاتیا که درست در مجاورت اردوگاه آموزش پلیس اتفاق افتاد؛ قتل‌عام جامعه گلبرگ که احسان جفری، نماینده مجلس سابق هند در میان کشته شدگان بود و چندین حادثه در شهر وادودارا. محققانی که در مورد شورش‌های سال ۲۰۰۲ (۱۳۸۰ شمسی) تحقیق می‌کنند، می‌گویند که این شورش‌ها از پیش برنامه‌ریزی شده بوده و نوعی پاک‌سازی قومی هستند، همچنین دولت ایالتی و عوامل قانونی در رخ دادن این شورش‌ها دست داشته‌اند.

## آتش‌سوزی قطار گادهارا
صبح روز ۲۷ فوریه ۲۰۰۲ (۸ اسفند ۱۳۸۰)، قطاری موسوم به سبرماتی اکسپرس که از شهر ایودیا به احمدآباد بازمی‌گشت، در نزدیکی ایستگاه راه‌آهن گادهارا متوقف شد. مسافران آن، زائران هندویی بودند که پس از برگزاری یک مراسم مذهبی در ایودیا، به خانه‌هایشان بازمی‌گشتند. این مراسم مذهبی در محل قبلی مسجد بابری برگزار شده بود، مسجدی که چندی قبل از این تخریب شده بود. پس از توقف قطار، مشاجره‌ای بین مسافران قطار و دستفروشان آن ایستگاه راه‌آهن رخ داد. این مشاجره به زد و خوردی تبدیل شد و در این میان چهار واگن قطار به آتش کشیده شد، در حالی که مسافران درون آنها به دام افتاده بودند. در نتیجه، ۵۹ نفر (۹ مرد، ۲۵ زن و ۲۵ کودک) در آتش سوختند.
دولت گجرات، یکی از قضات دیوان عالی گجرات به نام کا. جی. شاه را به عنوان کمیسیون یک‌نفره‌ای برای بررسی این حادثه مأمور کرد، اما به دنبال اعتراض خانواده‌های قربانیان و رسانه‌ها مبنی بر نزدیکی کا. جی. شاه به نارندرا مودی، جی.تی. ناناواتی قاضی بازنشسته دیوان عالی، به عنوان رئیس این کمیسیون دو نفره منصوب شد.
در سال ۲۰۰۳ (۱۳۸۲ شمسی)، محکمه شهروندان متعهد (سی‌سی‌تی) به این نتیجه رسیدند که آتش‌سوزی اتفاقی بوده‌است. شماری دیگر از مفسران مستقل دیگر نیز به این نتیجه رسیده‌اند که آتش‌سوزی قریب به یقین یک حادثه بوده‌است و اذعان می‌دارند که علت اولیه درگیری هرگز به‌طور قطعی مشخص نخواهد شد. تاریخ‌نویسی به نام آینسلی توماس امبری گفته‌است که داستان رسمی حمله به قطار (که توسط افرادی به دستور پاکستان سازماندهی و انجام شده‌است) کاملاً بی‌اساس است.
همچنین دولت اتحادیه به رهبری حزب کنگره ملی هند، در سال ۲۰۰۵ (۱۳۸۴ شمسی) کمیته‌ای را به ریاست قاضی بازنشسته دیوان عالی کشور اومش چاندرا بانرجی برای تحقیق در مورد این رویداد تشکیل داد. این کمیته نتیجه گرفت که آتش‌سوزی از داخل قطار آغاز شده‌است و به احتمال زیاد تصادفی بوده‌است. با این حال، دادگاه عالی گجرات در سال ۲۰۰۶ (۱۳۸۵ شمسی) حکم داد که این موضوع خارج از حوزه قضایی دولت اتحادیه است و به همین دلیل این کمیته صلاحیت نداشته و غیرقانونی بوده‌است.
پس از شش سال مرور جزئیات، این کمیسیون گزارش اولیه خود را ارائه کرد و در آن می‌گفت این آتش‌سوزی یک اقدام آتش‌افروزی بوده که توسط یک تا دو هزار نفر از افراد محلی انجام شده‌است. یک روحانی در گادهارا به نام مولی حسین حاجی ابراهیم عمرجی و یک مأمور پلیس برکنار شده به نام نانومیان، به عنوان «مغز متفکر» پشت این آتش‌افروزی معرفی شدند. پس از ۲۴ الحاقیه، کمیسیون گزارش نهایی خود را در ۱۸ نوامبر ۲۰۱۴ (۲۷ آبان ۱۳۹۳) ارایه کرد. صحت یافته‌های این کمیسیون توسط یک گزارش ویدئویی که مجله تهلکا آن را منتشر کرد، زیر سؤال رفت. مشاور دولت گجرات اروین پاندیا، در این گزارش ویدیویی اظهار می‌داشت که یافته‌های کمیسیون دو نفره شاه-ناناواتی از نظریات ارائه شده توسط حزب بهاراتیا جاناتا (بی‌جِی‌پی) حمایت می‌کند، چون کا. جی. شاه «عنصر آنها» است و جی. تی. ناناواتی هم احتمالاً از آنها رشوه گرفته‌است.
در فوریه ۲۰۱۱ (بهمن ۱۳۸۹)، دادگاه ۳۱ نفر را به جرم قتل و توطئه برای آن بر اساس قانون جزایی هند متهم و ۶۳ نفر دیگر را تبرئه کرد و اذعان داشت که این حادثه «یک توطئه از پیش برنامه‌ریزی شده» بوده‌است. از این ۳۱ نفر، ۱۱ نفر به اعدام و ۲۰ نفر دیگر به حبس ابد محکوم شدند. مولی عمرجی، که توسط کمیسیون ناناواتی-شاه به عنوان توطئه کننده اصلی این حادثه معرفی شده بود، به همراه ۶۲ نفر دیگر از متهمان به دلیل عدم وجود ادله کافی، تبرئه شدند.

## درگیری پس از گادهارا
پس از حمله به قطار در گادهارا، حزب ویشوا هندو پاریشاد (وی‌اِچ‌پی) خواستار بندهه یا اعتصاب در سرتاسر ایالت شد. با اینکه دیوان عالی کشور هند چنین اعتصاب‌هایی را غیرقانونی و ممنوع اعلام کرده بود و با وجود تمایل زیاد چنین اعتصاب‌هایی برای تبدیل شدن به آشوب و درگیری، هیچ اقدامی از سوی دولت برای جلوگیری از این اعتصاب‌ها صورت نگرفت. دولت هیچ تلاشی برای متوقف کردن شیوع اولیه خشونت در سراسر ایالت نکرد. گزارش‌های مستقل حاکی از آن است که رانا راجندراسین رئیس حزب بی‌جِی‌پی، این اعتصاب‌ها را تأیید کرده و به همراه نارندرا مودی با حرفهای خود به این اعتصاب‌ها شدت بخشیده‌اند و اوضاع را بدتر کرده‌اند.
وزیر کل وقت نارندرا مودی اظهار داشت که حمله به قطار در گادهارا یک اقدام تروریستی بوده‌است، نه یک نزاع جمعی. روزنامه‌های محلی و اعضای دولت ایالتی نیز از این موقعیت استفاده کردند تا خشونت علیه جامعه مسلمانان را شدت بخشند و بدون هیچ مدرکی ادعا می‌کردند که حمله به قطار توسط نیروهای سازمان اطلاعات نظامی پاکستان انجام شده‌است و مسلمانان محلی با آنها همکاری کرده‌اند تا به هندوها آسیب برسانند. همچنین داستانهای دروغینی توسط روزنامه‌های محلی چاپ می‌شد که ادعا می‌کرد مسلمانان زنان هندو را ربوده و مورد تجاوز قرار داده‌اند.
روایت‌های بیشماری از حملات صورت گرفته علیه جامعه مسلمانان که از ۲۸ فوریه (۹ اسفند، روز بعد از آتش‌سوزی قطار) آغاز شد، وجود دارد. اکثر این روایت‌ها حاکی از این است که مهاجمان از طریق تلفن همراه با یکدیگر در تماس بوده و از این طریق سازماندهی می‌شدند و توسط منابع دولتی به آدرس‌های خانه‌ها و مشاغل مسلمانان دسترسی داشته‌اند. طبق این روایت‌ها، مهاجمان با کامیون‌هایی به محله‌های مسلمان نشین هجوم آوردند. آنها ردای زعفرانی رنگ و شلوار خاکی رنگ (لباس غیررسمی ناسیونالیسم هندو) پوشیده بودند و سلاح‌های مختلفی همراه خود داشتند. در بیشتر موارد، مهاجمان در حالی که ساختمانهای مجاور متعلق به هندوها را دست نخورده باقی گذاشته بودند، ساختمانهای مسلمان نشین را تخریب کرده یا آتش زده بودند. هنگامی که بسیاری از قربانیان برای کمک گرفتن با پلیس تماس گرفته بودند، پلیس در عوض گفته بود که «به ما هیچ دستوری برای نجات شما داده نشده‌است». حتی در بعضی از موارد، پلیس به مسلمانانی که اقدام به دفاع از خود کردند، شلیک کرده بود. این آشوبگران برای هماهنگ‌کردن حملات خود از تلفن‌های همراه استفاده می‌کردند. در اواخر روز ۲۸ فوریه (۹ اسفند)، در ۲۷ ناحیه و شهر در سراسر ایالت حکومت نظامی اعلام شد. یکی از اعضای کابینه دولت در این مورد اظهار داشته‌است: اگرچه اوضاع در بارودا و احمدآباد وخیم بود، اما همه چیز تحت کنترل بود و نیروی پلیس کافی برای جلوگیری از هر گونه خشونت در آن مناطق مستقر شده بودند. در بارودا، به دستور فرمانداری در هفت منطقه از شهر حکومت نظامی وضع شده بود.
اِم. دی. انتانی جانشین رئیس پلیس آن زمان، نیروهای ضربت ویژه را به مناطق حساس در گادهارا اعزام کرده بود. وزیر مشاور آن زمان که گوردهان زادافیا نام داشت، بر این باور بود که هیچ اقدام تلافی جویانه‌ای از طرف جامعه هندو به خاطر آتش زدن قطار صورت نخواهد گرفت. نارندرا مودی گفته بود که این درگیری‌ها به اندازه گذشته شدید نیست و بزودی تحت کنترل خواهد بود، حتی اگر لازم شود ارتش وارد عمل شده و از پلیس پشتیبانی می‌کند. دستور شلیک به قصد کشت نیز صادر شده‌است. با این حال اعزام نیروهای انتظامی تا اول مارس (دهم اسفند) توسط دولت ایالتی به تعویق افتاد، آن هنگام دیگر اوج خشونت‌ها به پایان رسیده بود. پس از گذشت بیش از دو ماه از درگیری‌ها، مجلس اعلای کنگره هند طرح اقدام دولت مرکزی برای جلوگیری از این آشوبها را تصویب کرد. مخالفان این طرح ابراز می‌داشتند که دولت در محافظت از افراد مسلمان در این درگیری‌ها که بدترین در ۱۰ سال اخیر بوده، کوتاهی کرده و مقصر است.
در جریان این درگیری‌ها ۲۳۰ مسجد و ۲۷۴ مقبره ویران شده‌اند. برای اولین بار در تاریخ شورش‌های جمعی، در این درگیری‌ها دیده شده که زنان هندو نیز حضور داشته‌اند و مغازه‌های مسلمان را غارت کرده‌اند. بر اساس ارزیابی‌ها انجام شده تا ۱۵۰٬۰۰۰ نفر در جریان این کشمکش‌ها آواره شده‌اند. تخمین زده می‌شود که ۲۰۰ افسر پلیس هنگام مقابله با این درگیری‌ها جان باخته‌اند. همچنین دیدبان حقوق بشر گزارش‌هایی را منتشر کرده که در آنها به اقدامات قهرمانانه‌ای از سوی برخی هندوها، دالیت‌ها و قبایل دیگر که سعی داشته‌اند تا از مسلمانان در این درگیری‌ها محافظت کنند، اشاره کرده‌است.

## حمله به مسلمانان
در پی این درگیری‌ها مشخص شد که بسیاری از حملات نه تنها علیه مردم مسلمانان بلکه علیه زنان و کودکان مسلمان صورت گرفته‌است. سازمان‌هایی مانند دیدبان حقوق بشر از دولت هند و فرمانداری ایالت گجرات به دلیل عدم رسیدگی به وضعیت قربانیانی که هنگام این درگیری‌ها از خانه‌های خود گریخته و به اردوگاه‌های امدادی پناه آورده بودند، انتقاد کرده‌اند. این در حالی است که «اکثریت قریب به اتفاق این پناهندگان مسلمان بوده‌اند». به گفته خبرنگاری به نام تیستا ستالواد، در ۲۸ فوریه (۹ اسفند) در مناطق مورجاری چاوک و چارودیا چاوک واقع در شهر احمدآباد، بر اثر تیراندازی پلیس چهل نفر کشته شدند که همه آنها مسلمان بودند. یک کمیته حقیقت‌یابی بین‌المللی که اعضای آن کارشناسان زن بین‌المللی از ایالات متحده، انگلیس، فرانسه، آلمان و سری‌لانکا بودند، گزارش داده‌است: «خشونت جنسی به عنوان راهکاری برای ترساندن زنان متعلق به جامعه اقلیت ایالت گجرات به کار برده شده‌است».
بر اساس ارزیابی‌ها دست کم دویست و پنجاه دختر و زن در این درگیری‌ها مورد تجاوز گروهی قرار گرفته و پس از آن سوزانده شده‌اند.
به کودکان به زور بنزین خورانده شده و سپس آنها را آتش زده‌اند، شکم زنان باردار را پاره کرده و سپس جنین متولد نشده را جلوی چشمشان بیرون کشیده‌اند. در گور دسته جمعی نارودا پاتیا از نود و شش جسد، چهل و شش نفرشان زن بودند. آشوبگران خانه‌ها را به آب بسته‌اند و تمام خانواده‌های داخل آنها در اثر برق گرفتگی کشته شده‌اند. خشونت علیه زنان همچنین شامل این می‌شد که آنها برهنه کرده و با اشیاء به آنها تجاوز می‌کردند و سپس آنها را می‌کشتند. بنا بر گفته‌های جامعه‌شناسی به نام کالپانا کانابیران، این تجاوزها بخشی از یک استراتژی به خوبی سازمان یافته، آگاهانه و از پیش برنامه‌ریزی شده بوده‌اند لذا چنین خصوصیاتی این شورش‌ها را در دسته پوگروم‌ها و نسل‌کشی‌های سیاسی جای می‌دهد. از دیگر اقدامات خشونت‌آمیز انجام شده علیه زنان در این درگیری‌ها اسیدپاشی، ضرب و شتم و قتل زنان باردار بوده‌است. کودکان نیز جلوی چشم والدینشان به قتل رسانیده شده‌اند. جورج فرناندز در مباحثه‌ای برای دفاع از دولت ایالتی در مورد این درگیری‌ها در مجلس هند که باعث خشمگین شدن عده زیادی نیز شد، گفته بود که این اولین بار نیست که زنان در هند مورد خشم و تجاوز قرار می‌گیرند.
در این درگیری‌ها کودکان زنده زنده در آتش سوزانده شدند و کسانی که گورهای دسته جمعی را حفر می‌کردند، اجساد موجود در آنها را «سوزانده و سلاخی شده تا حدی که قابل شناسایی نبودند» توصیف کرده‌اند. گفته شده کودکان و نوزادان را قبل از پرتاب در آتش سر نیزه زده و در هوا چرخانده‌اند. فردی به نام رنو خانا بر اساس گزارش‌های بازماندگان، خشونت‌های جنسی صورت گرفته علیه زنان و دختران مسلمان در این درگیری‌ها را چنین توصیف کرده‌است: «به زور برهنه کردن، تجاوزهای جمعی، تجاوزهای گروهی، قطع کردن اعضای بدن، فروکردن اشیا به داخل بدن، بریدن سینه‌ها، چاک دادن شکم و اندام‌های تناسلی و حک کردن نمادهای مذهب هندو روی قسمتهای مختلف بدن زنان». محکمه شهروندان متعهد، این تجاوزها را «به عنوان وسیله‌ای برای تحقیر و به بردگی کشیدن یک اجتماع» توصیف کرده‌است. یکی از شهادت نامه‌هایی که در مقابل کمیته ارزیابی خوانده شده، چنین بوده‌است:
چیزی که در مورد این جنایات تاکنون مخفی مانده‌است ولی شواهد بسیاری از آن در پرونده‌ها موجود است، از بین بردن عمدی مدارک و ترساندن شاهدان عینی ماجرا بوده‌است. به جز تعداد معدودی، در اکثر موارد خشونت جنسی صورت گرفته چنین بوده‌است؛ زنان را به صورت گروهی لخت‌کرده و سپس مورد تجاوز گروهی قرار داده‌اند، بعد آنها را طوری قطعه قطعه کرده و سوزانده‌اند که قابل شناسایی نباشند… سردسته‌های آشوبگران به دختران کم سن و سال نیز تجاوز کرده‌اند که برخی از آنها حتی ۱۱ سال سن داشتند… قبل از آنکه زنده زنده آنها را بسوزانند… حتی به یک نوزاد ۲۰ روزه و جنینی که داخل شکم مادرش بوده نیز رحم نکرده‌اند.
فردی به نام واندانا شیوا در این مورد گفته‌است: «به پسران جوان آموزش داده شده بود تا به نام هندوتوا آتش بزنند، تجاوز کنند و به قتل برسانند».
روزنامه‌نگاری به نام دیوننه بونشا، در مقاله‌ای که در مورد قتل‌عام جامعه گلبرگ و قتل احسان جفری نوشته، چنین گفته‌است: وقتی که احسان جفری به آشوبگران التماس کرد که به زنان کاری نداشته باشند، او را به خیابان بردند و مجبورش کردند که لخت شود و راه برود، چون قبول نکرده بود بگوید «زنده باد خداوند راما» (یک شعار هندویی است). بعد از آن سرش را بریدند و به داخل آتش پرتابش کردند، سپس به سراغ خانواده‌اش از جمله دو پسر کوچکش رفتند و آنها را آتش زدند تا مردند. در این قتل‌عام، منطقه گلبرگ چنان به آتش کشیده شده بود که تا یک هفته بعد آتش شعله‌ور بود.

## حمله به هندوها
روزنامه تایمز هند این خبر را منتشر کرده بود که بیش از ده هزار هندو در جریان این درگیری‌ها آواره شده‌اند. براساس سوابق پلیس، ۱۵۷ درگیری پس از حادثه گادهارا توسط مسلمانان ایجاد شد. در یک منطقه هندو نشین به نام ماهاجان نو واندو واقع در شهر جمالپور ایالت بیهار، ساکنان آنجا گزارش دادند که مهاجمان مسلمان در یکم مارس (دهم اسفند) تقریباً بیست و پنج نفر از ساکنان هندو را مجروح و پنج خانه را ویران کرده‌اند. یکی از سران جامعه هندو اذعان داشته که پلیس به سرعت نسبت به این اقدام مسلمانان پاسخ داده‌است، اما از آنجا که تعداد آنان نسبت به مسلمانان کمتر بوده لذا تلاششان بی‌فایده بوده‌است. بعد از آن در ۶ مارس (۱۵ اسفند)، نارندرا مودی از این منطقه هندو نشین دیدن کرد و به ساکنان آن قول داد که از این پس از آنان مراقبت خواهد شد.
در ۱۷ مارس (۲۶ اسفند)، گزارش شد که مسلمانان به دالیت‌های ساکن منطقه دانیلیمدا واقع در شهر احمدآباد حمله کرده‌اند. بنا بر گزارش‌هایی، در منطقه همت‌نگر جسد مردی پیدا شده بود که چشم‌هایش را درآورده بودند. همچنین بنا بر گزارش‌های دیگری، آشوبگران به بازار سیندهی و نواحی بهاندری پُل واقع در شهر احمدآباد نیز حمله کرده بودند.
مجله ایندیا تودی در ۲۰ می ۲۰۰۲ (۳۰ اردیبهشت ۱۳۸۱) خبری مبنی بر حملات گاه‌وبیگاه علیه هندوها در شهر احمدآباد منتشر کرد. در این خبر گفته شده بود که در ۵ می (۱۵ اردیبهشت)، آشوبگران مسلمان به محلهٔ بهیلواس واقع در منطقه شاه عَلَم حمله کرده‌اند. همچنین پس از اینکه یک پزشک هندو در اثر ضربه چاقو مجروح شد، از دیگر پزشکان هندو خواسته شد تا فعالیتهایشان را در نواحی مسلمان نشین متوقف کنند.
مجله فِرونت‌لاین نیز چنین منتشر کرده بود که از ۲۴۹ جسد کشف شده تا ۵ مارس (۱۴ اسفند) در شهر احمدآباد، سی نفرشان هندو بوده‌اند. از میان این هندوهایی که کشته شده بودند، سیزده نفرشان در نتیجه اقدامات پلیس جان خود را از دست داده بودند و چندین نفر دیگر نیز در هنگام حمله به دارایی‌های مسلمانان جان باخته بودند. علی‌رغم تعداد کم حملاتی که از سوی آشوبگران مسلمان به محله‌های هندو نشین انجام گرفته، گزارش شده‌است که بیست و چهار مسلمان در اثر تیراندازی توسط پلیس کشته شده‌اند.

## پوشش رسانه‌ای
درگیری‌های رخ داده در ایالت گجرات نخستین مورد از خشونت‌های جمعی در هند بود که با پوشش خبری ۲۴ ساعته پیگیری و از طریق تلویزیون در سرتاسر جهان پخش می‌شد. این پوشش رسانه‌ای نقش اساسی در سیاستگذاری اوضاع داشت. این پوشش رسانه‌ای به‌طور کلی ذی‌حق بودن هندوها را مورد انتقاد قرار می‌داد؛ اما حزب هندوی بی‌جِی‌پی این پوشش را به عنوان توهین به شعور مردم گجرات توصیف کرد و از این موضع خصومت آمیز برای برانگیختن احساسات در مبارزات انتخاباتی خود استفاده کرد. با کاهش خشونت‌ها در ماه آوریل (فروردین)، در ناحیه سابارماتی اشرام واقع در شهر احمدآباد در خانه سابق مهاتما گاندی، نشستی برای حمایت از صلح ترتیب داده شد. هواداران هندوتوا و افسران پلیس تقریباً به ده‌ها روزنامه‌نگار که برای بررسی این نشست آمده بودند، حمله کردند. دولت ایالتی انتقاد از اقدامات دولت را در کانال‌های خبری تلویزیونی ممنوع اعلام کرد و ایستگاه‌های رسانه‌ای محلی نیز مسدود شدند. دو گزارشگر که برای کانال تلویزیونی اِستار نیوز کار می‌کردند، هنگام تهیه گزارش در مورد این درگیری‌ها چندین بار مورد حمله قرار گرفتند. در سفر بازگشت این دو گزارشگر پس از مصاحبه با نارندرا مودی، ماشین آنها توسط جمعیتی محاصره شد و یک نفر از میان آن جمعیت به آنها گفته بود که اگر عضو یا طرفدار جامعه اقلیت باشند، کشته خواهند شد.
اتحادیه صنفی سردبیران هند، در گزارش خود در مورد اخلاق رسانه‌ای و پوشش رسانه‌ای این درگیری‌ها اظهار داشتند که پوشش خبری صورت گرفته از این وقایع در نوع خود بی‌نظیر بوده و تنها در چند مورد جزئی اشکال وجود داشته‌است. اگرچه عملکرد دو روزنامه محلی به نام‌های ساندش و ساماچار گجرات در این مورد به شدت مورد انتقاد قرار گرفت. در این گزارش آمده بود: روزنامه ساندش در مورد این درگیری‌ها عناوینی را منتشر کرده‌است که باعث «تحریک بیشتر خشونت‌ها، دامن زدن به آن و ترساندن مردم» می‌شد. همچنین این روزنامه از نقل قول یکی از سران حزب وی‌اِچ‌پی به عنوان تیتر یکی از اخبار خود استفاده کرده بود که این مضمون را داشت: «انتقام خونین». در مورد روزنامه ساماچار گجرات نیز در این گزارش آمده‌است که اخبار منتشر شده توسط این روزنامه باعث افزایش تنش‌ها شده اگرچه «در چند هفته اول تمام اخبار منتشر شده توسط این روزنامه ستیزه جویانه و فتنه برانگیز» نبوده‌است و برخی از مقالات این روزنامه در جهت توازن و آشتی همگانی بوده‌است. روزنامه گجرات تودِی نیز به خاطر انتشار خبرهای پیشگیرانه و بی‌طرفانه در مورد این درگیری‌ها مورد ستایش قرار گرفته‌است. انتشار گزارش‌های انتقادی در مورد عملکرد دولت گجرات در رسیدگی به درگیری‌ها، باعث شد تا دولت هند وارد عمل شده و برای کنترل این درگیری‌ها اقداماتی انجام دهد. اتحادیه صنفی سردبیران هند این نظریه را که پوشش تصویری این درگیری‌ها موجب وخامت بیشتر اوضاع شده‌است را رد کرده و اذعان داشته‌اند که این پوشش خبری موجب به تصویر کشیدن «خوفناکی» این شورش‌ها شده و نشان داده که دولت «اگر مقصر نباشد، سهل‌انگاری می‌کند» و این به پیشبرد اقدامات چاره‌جویانه کمک کرده‌است.

## ادعای دست داشتن دولت در این درگیری‌ها
بسیاری از محققان و مفسران، دولت ایالتی را به همدستی در این شورش‌ها متهم کرده‌اند. آنان اذعان داشته‌اند که دولت ایالتی یا از هر گونه تلاشی برای خنثی کردن این خشونت‌ها دریغ کرده یا حتی بدتر از آن در برنامه‌ریزی و اجرای این حملات دست داشته‌است. حتی وزارت امور خارجه ایالات متحده آمریکا نیز به خاطر نقشی که نارندرا مودی در این آشوب‌ها داشته، ورود او را به خاک ایالات متحده آمریکا ممنوع کرد. این اتهامات بر اساس چندین ایده مطرح شده‌است. اول اینکه، دولت برای فروکش کردن خشونت‌ها اقدامات کمی انجام داد و این موجب شد که حملات تا فصل بهار ادامه پیدا کند. همچنین، برخی از مهاجمان به فهرستهایی از نام افراد رای‌دهنده و سایر اسنادی که فقط توسط دولت قابل دستیابی است دسترسی داشته‌اند و با استفاده از آنها جوامع و خانوارهای مسلمان را هدف حملات قرار داده‌اند. علاوه بر این، حزب ویشوا هندو پاریشاد (وی‌اِچ‌پی) همانند بسیاری از سیاستمداران دیگر از جمله نارندرا مودی، در طی مدت درگیری‌ها بیانیه‌های فتنه انگیزی را ایراد کرده و بر اعتراض سراسری هندوها تأکید کردند که این باعث افزایش تنش‌ها شد. مورخی به نام گیانِندرا پاندی این حملات را نوعی تروریسم دولتی توصیف کرده و گفته‌است که اینها شورش نبودند بلکه «قتل‌عام‌های سیاسی سازمان یافته» بودند. بنا بر گفته یک پروفسور علوم سیاسی به نام پاول براس، تنها نتیجه‌ای که می‌توان از شواهد بر جای مانده از این شورش‌ها گرفت این است که اینها همه یک قتل‌عام گسترده سازمان یافته ضد مسلمان بوده که با هماهنگی استثنایی و به طرز بی‌رحمانه‌ای انجام شده‌است.
به خاطر عدم واکنش مناسب دولت برای جلوگیری از این خشونت‌ها، رسانه‌ها این حملات را بیشتر نوعی تروریسم دولتی توصیف کرده‌اند تا «شورش‌های جمعی». بسیاری از سیاستمداران این درگیری‌ها را بی‌اهمیت جلوه دادند و ادعا کردند که اوضاع تحت کنترل است. یکی از وزرا در گفتگو با آژانس خبری Rediff.com اظهار داشت که اگرچه شرایط در بارودا و احمدآباد وخیم است، اما اوضاع تحت کنترل بوده و نیروهای پلیس کافی برای جلوگیری از هر گونه خشونت در آن مناطق مستقر شده‌اند. جانشین رئیس پلیس آن زمان نیز اظهار داشت: نیروهای ضربت به مناطق حساس در گادهارا اعزام شده‌است. یکی از وزیران به نام گوردهان زادافیا نیز گفته بود که معتقد است هیچ اقدام تلافی جویانه‌ای از طرف جامعه هندو صورت نخواهد گرفت. در ۱ مارس (۱۰ اسفند) هنگامی که نیروهای نظامی با هواپیما به منطقه اعزام شدند، نارندرا مودی اظهار داشت که درگیری‌ها دیگر به اندازه گذشته وخیم نیست و بزودی تحت کنترل خواهد بود. این درگیری‌ها ۳ ماه به طول انجامید و تا ماه می (اردیبهشت) ادامه یافت، در این مدت دولت فدرال برای جلوگیری از آن هیچ اقدامی نکرد. سیاستمداران محلی و ایالتی شاهد این بودند که آشوبگران هدایت می‌شوند، از پلیس پیشی می‌گیرند و به‌طور مرتب بینشان سلاح توزیع می‌شود، ارزیابی‌ها و تحقیقات انجام شده نیز نشان می‌داد که این شورش‌ها «طرح‌ریزی و پیاده‌سازی شده‌اند».
در تمام مدتی که درگیری‌ها در جریان بود، حملات انجام شده در معرض دید کامل پایگاه‌های پلیس بود اما مأموران پلیس هیچ اقدامی نمی‌کردند. در بسیاری از موارد، پلیس به آشوبگران در انجام حملات کمک کرده بود. در یکی از محله‌های مسلمان نشین، از بیست و نه نفر کشته شده، شانزده نفر در اثر شلیک پلیس جان خود را از دست داده بودند. برخی از آشوبگران حتی لیست‌های چاپ شده‌ای از مشخصات رای‌دهندگان داشتند که به آنها این امکان را می‌داد تا به‌طور مشخص املاک مسلمانان خاصی را مورد حمله قرار دهند. از عواملی که نشان می‌داد آشوبگران هدایت شده و به سراغ مکان‌های خاصی رفته‌اند این بود که بسیاری از املاک و دفاتر وقف شده متعلق به مسلمانان که در مناطق محافظت شده و درست در ۵۰۰ متری دفتر وزیر کل قرار داشت، توسط آنها تخریب شده بود.
طبق گفته‌های پروفسور علوم سیاسی اسکات دبلیو. هیبارد، این شورش‌ها از قبل با دقت برنامه‌ریزی شده بودند و مشابه سایر شورش‌های همگانی از این نوع، شبه نظامیان هندو موسوم به باجرانگ دال و حزبهای هندوی وی‌اِچ‌پی و راشتریه سویم سیوک سنگه (آراِس‌اِس) در اجرای آن شرکت داشتند. پس از حمله به قطار در گادهارا، حزب وی‌اِچ‌پی خواستار اعتراض همگانی در سطح ایالت شد و دولت هیچ اقدامی برای جلوگیری از این اعتراض‌ها نکرد.
گزارش تهیه شده توسط محکمه شهروندان متعهد (سی‌سی‌تی) شامل شهادت معاون آن زمان حزب بی‌جِی‌پی در گجرات به نام هارن پاندیا (که بعدها به قتل رسید) بود. شهادت وی دربارهٔ جلسه‌ای بود که در عصر روز حادثه آتش‌سوزی قطار در گادهارا، به دستور نارندرا مودی تشکیل شده بود. در این جلسه به مقامات دستور داده شد که در پی این واقعه مانع از خشم جماعت هندو نشوند. این گزارش همچنین به جلسه برگزار شده دیگری نیز اشاره می‌کند که در شهرک لوناوادا واقع در بخش پانچ‌محل برگزار شده بود. این جلسه با حضور وزیران ایالت اشوک بهات و پرابهاتسین چاهان، همراه با دیگر سران احزاب بی‌جِی‌پی و آراِس‌اِس برگزار شده بود که در آن «نقشه‌های مفصلی در مورد استفاده از نفت سفید و بنزین برای آتش‌افروزی و سایر روش‌های کشتار طرح‌ریزی شده بود». یکی از تشکیلات مسلمانان به نام جمعیت علمای هند در سال ۲۰۰۲ ادعا کرد که برخی از کارکنان کنگره با عاملان این خشونت‌ها همکاری کرده‌اند.
جامعه‌شناسی به نام دیپانکار گوپتا معتقد است که دولت و پلیس آشکارا در این خشونت‌ها همدست بوده‌اند، جدا از اینها برخی از افسران پلیس مانند هیمانشو بهات و راحول شارما در انجام وظایفشان عالی عمل کرده‌اند. در گزارشی آمده که راحول شارما چنین گفته‌است: «فکر نمی‌کنم شغل دیگری به من اجازه دهد که این گونه جان افراد زیادی را نجات دهم». دیدبان حقوق بشر نیز گزارشی از اقدامات جوانمردانه‌ای که توسط هندوها، دالیت‌ها و قبیله‌های دیگر که در این درگیری‌ها سعی در محافظت از مسلمانان داشتند، ارایه کرده‌است.
سخنگوی دولت گجرات بهارات پاندیا در پاسخ به ادعای همدستی دولت در این درگیری‌ها، به بی‌بی‌سی گفت که این شورش‌ها یک عکس‌العمل خودجوش هندو بوده و ناشی از عصبانیت همگانی هندوها نسبت به مسلمانان بوده‌است. وی همچنین گفت: «هندوها از نقش مسلمانان در نزاع‌های مداوم در کشمیر و سایر مناطق هندوستان سرخورده و آزرده خاطر هستند». به دنبال این، سفیر ایالات متحده در سازمان بین‌المللی آزادی مذهبی به نام جان هانفورد، از دیدگاه متعصبانه دینی در عرصه سیاست هند ابراز نگرانی کرد و گفت که ممکن است آشوبگران توسط مقامات ایالتی و محلی کمک شده باشند، ولی وی باور ندارد که دولت مرکزی به رهبری حزب بی‌جِی‌پی در تحریک این شورش‌ها نقش داشته باشد.

## پیگرد قانونی
عاملان این درگیری‌ها با ترساندن شهود در روند پیگرد قانونی اختلال ایجاد کرده و با رشوه دادن، نام خود را از فهرست متهامان حذف کردند. قضات محلی نیز در این موارد مغرضانه عمل کردند. پس از گذشت بیش از دو سال از این تبرئه شدن‌ها، دیوان عالی هند پا پیش گذاشت و پرونده‌های کلیدی این جریان را به دادگاه عالی بمبئی منتقل کرد و به نیروی پلیس نیز دستور داد تا دو هزار مورد پرونده‌ای که قبلاً بسته شده بودند، برای بررسی دوباره بازگشایی شود. همچنین دیوان عالی، دولت گجرات را «نِرون‌های مدرن» (کنایه از پادشاهی رومی که مردم را به آتش می‌کشید) نامید که وقتی زنان و کودکان بی‌گناه در آتش می‌سوختند، خود را به بی‌خبری زده و پس از آن نیز در پیگرد قانونی این جریان وقفه انداختند. به دنبال این پیگیری‌ها، نیروی پلیس نزدیک به ۱۶۰۰ پرونده را برای تحقیق مجدد بررسی کرد، ۶۴۰ متهم را دستگیر و تحقیقات را علیه چهل افسر پلیس به دلیل کم‌کاری در انجام وظیفه‌شان آغاز کرد.

در مارس ۲۰۰۸ (اسفند ۱۳۸۶)، دیوان عالی کشور دستور داد که یک تیم تحقیق ویژه (موسوم به اِس‌آی‌تی) برای بررسی مجدد پرونده آتش‌سوزی قطار گادهارا و درگیری‌های فجیع پس از آن تشکیل شود. مدیر سابق دفتر مرکزی تحقیقات (سی‌بی‌آی)، به نام آر. کی. راغوان به ریاست این تیم تحقیقاتی منصوب شد. فردی به نام کریستوف جافرلوت در این مورد اذعان داشته‌است که این تیم تحقیقاتی آن گونه که گفته می‌شد، بی‌طرفانه عمل نکرده‌است. به غیر از راغوان، نیمی از شش عضو این تیم تحقیقاتی از پلیس گجرات به کار گرفته شده بودند و دیوان عالی گجرات نیز مسئول انتصاب قاضی برای این پرونده بود. این تیم تحقیقاتی تلاش کرد تا دادستان‌های بی‌طرفی را تعیین کند اما برخی از آنها به دلیل عدم توانایی در عملکردشان کنار گذاشته شدند. همچنین هیچ تلاشی برای محافظت از شاهدان صورت نگرفت و گفته می‌شود که خود راغوان حضور پررنگی در جریان بازپرسی این پرونده نداشت و هر ماه فقط چند روز را در گجرات می‌گذراند، در نتیجه تحقیقات توسط باقی افراد تیم انجام می‌شد.
تا آوریل ۲۰۱۳ (فروردین ۱۳۹۲)، ۲۴۹ نفر در جریان این پرونده‌ها محکوم شدند که ۱۸۴ نفرشان هندو و ۶۵ نفرشان مسلمان بودند. سی و یک نفر از این مسلمانان محکوم شده، در رابطه با پرونده قتل‌عام هندوها در گادهارا بودند.

### پرونده Best Bakery
در جریان بررسی پرونده به آتش کشیدن فروشگاهی به نام Best Bakery، با وجود آنکه شاهدان زیادی در دادگاه شهادت داده بودند، همه متهمان تبرئه شدند و این باعث اعتراض خیلی‌ها شد. در پی آن یک فعال اجتماعی به نام تیستا ستالواد اقدام به اعتراض و ارایه دادخواستی در این رابطه کرد. در نتیجه دیوان عالی هند دستور برگزاری دادگاه تجدید نظر در خارج از گجرات را صادر کرد که در طی آن ۹ نفر از متهمان این پرونده در سال ۲۰۰۶ (۱۳۸۵ شمسی) مجرم شناخته شدند. یکی از شاهدان اصلی این پرونده به نام زاهیرا شیخ، که بارها و بارها شهادت خود را در محاکمه‌های مختلف تغییر داده بود، به خاطر شهادت دروغ گناهکار شناخته شد.

### پرونده بلقیس بانو
خانمی به نام «بلقیس بانو» (Bilkis Bano) از چند نفر که به او حمله‌ور شده بودند و به او تجاوز کرده و خانواده‌اش را کشته بودند، نزد پلیس شکایت کرده ولی اداره پلیس این شکایت را موجه ندانسته بود، در نتیجه بلقیس بانو به کمیسیون ملی حقوق بشر هند مراجعه نمود و از دادگاه عالی خواستار رسیدگی شد. دادگاه عالی دستور بررسی این پرونده را صادر کرد و آن را به دفتر مرکزی تحقیقات (سی‌بی‌آی) فرستاد تا تحقیقات را به دست بگیرد. سی‌بی‌آی تیمی از متخصصان پزشکی قانونی (CFSL) دهلی و اداره کل علوم پزشکی هند (AIIMS) را به سرپرستی پروفسور تیرات داس داگرا تشکیل داد تا گورهای دسته جمعی را نبش قبر کرده و به تعیین هویت و علت مرگ قربانیان بپردازند. این تیم محل دفن قربانیان را با موفقیت پیدا کرده و آنها را بیرون کشیدند. محاکمه این پرونده به خارج از حوزه گجرات منتقل شد و دولت مرکزی برای تعیین دادستان عمومی مسئول شد. در تحقیقات اولیه در دادگاه بمبئی نوزده متهم شناسایی شدند و همچنین شش افسر پلیس و یک پزشک دولتی که در این ماجرا نقش داشتند به لیست متهمین اضافه شدند. در ژانویه ۲۰۰۸ (دی ۱۳۸۶)، یازده مرد به جرم تجاوز و قتل به حبس ابد محکوم شدند و یک پلیس به جرم جعل ادله محکوم شد. دادگاه عالی بمبئی حبس ابد یازده مردی که به جرم تجاوز به بلقیس بانو و قتل اعضای خانواده وی در جریان درگیری‌های سال ۲۰۰۲ گجرات متهم شده بودند را در ۸ مه ۲۰۱۷ (۱۸ اردیبهشت ۱۳۹۶) تأیید و آنها را به این مجازات محکوم کرد. دادگاه همچنین هفت متهم باقی مانده در این پرونده را تبرئه و کنار گذاشت. از جمله این افراد افسران پلیس گجرات و پزشکان یک بیمارستان دولتی بودند که به جرم از بین بردن و دستکاری مدارک متهم شده بودند. حکم نهایی این پرونده بعدها در ۲۳ آوریل ۲۰۱۹ (۳ اردیبهشت ۱۳۹۸) صادر شد که در آن دیوان عالی کشور به دولت گجرات دستور داده بود تا به «بلیقس یعقوب رسول بانو» ۵ میلیون روپیه به عنوان غرامت پرداخت کرده، یک کار دولتی و خانه‌ای در منطقه‌ای به انتخاب خودش به او بدهند.

### پرونده آوهوت‌ناگار
در سال ۲۰۰۵ (۱۳۸۴ شمسی)، دادگاه اولیه‌ای در شهر ودودارا ۱۰۸ نفر را که متهم به قتل دو جوان در جریان حمله به گروهی از مسلمانان آواره که تحت اسکورت پلیس به خانه‌های خود در منطقه‌ای به نام آوهوت‌ناگار (Avdhootnagar) بازمی‌گشتند، تبرئه کرد. این دادگاه نیروی پلیس را به دلیل عدم محافظت مناسب از افراد تحت اسکورت و عدم شناسایی هویت مهاجمینی که آنها دیده بودند، بسیار سرزنش کرد.

### پرونده دانی‌لیمدا
در جریان درگیری‌های گروهی در منطقه‌ای موسوم به دانی‌لیمدا (Danilimda)، واقع در شهر احمدآباد در ۱۲ آوریل ۲۰۰۵ (۲۳ فروردین ۱۳۸۴) یک مرد هندو به قتل رسید و یک نفر دیگر هم مجروح شد که در این پرونده نه نفر محکوم شدند، در حالی که بیست و پنج نفر دیگر تبرئه شدند.

### پرونده اِرال
هشت نفر از جمله یکی از سران حزب VHP و یکی از اعضای حزب BJP به جرم قتل هفت عضو یک خانواده و تجاوز به دو دختر خردسال آنها در روستایی موسوم به اِرال (Eral) واقع در بخش پانچ‌محل محکوم شدند.

### پرونده پاواگاد و دهیکوا
پنجاه و دو نفر از اهالی روستاهای پاواگاد (Pavagadh) و دهیکوا (Dhikva) واقع در بخش پانچ‌محل، به خاطر عدم وجود شواهد کافی از اتهام دست داشتن در شورش‌ها تبرئه شدند.

### پرونده آتش‌سوزی قطار گادهارا
با استناد به قانون سختگیرانه ضد تروریسم موسوم به قانون جلوگیری از تروریسم هند ۲۰۰۲ (POTA)، دولت گجرات ۱۳۱ نفر را در رابطه با آتش‌سوزی قطار گادهارا متهم کرد. اما در ادامه پیگرد قانونی درگیری‌های بعد از آن، هیچ‌یک از این متهمین برای این پرونده به دادگاه احضار نشدند. در سال ۲۰۰۵ (۱۳۸۴ شمسی)، کمیته بازنگری قانون POTA که توسط دولت مرکزی برای بررسی کاربرد این قانون تشکیل شده بود، اعلام کرد که متهمین گادهارا نباید با استناد به قانون POTA محاکمه می‌شدند.
در فوریه سال ۲۰۱۱ (بهمن ۱۳۸۹)، یک دادگاه ویژه ابتدایی، سی و یک مسلمان را به دلیل حادثه آتش‌سوزی قطار گادهارا و توطئه برای این جنایت محکوم کرد.

### پرونده Dipda Darwaza
در ۹ نوامبر ۲۰۱۱ (۱۸ آبان ۱۳۹۰)، دادگاهی در شهر احمدآباد سی و یک هندو را به جرم قتل ده‌ها نفر از مسلمانان در اثر سوزاندن بنایی که در آن پناه گرفته بودند، به حبس ابد محکوم کرد. چهل و یک هندو دیگر نیز به دلیل عدم وجود شواهد کافی از اتهام قتل تبرئه شدند. بیست و دو نفر دیگر در ۳۰ ژوئیه ۲۰۱۲ (۹ مرداد ۱۳۹۱) به جرم اقدام به قتل محکوم شدند، در حالی که شصت و یک نفر دیگر تبرئه شدند.

### قتل‌عام نارودا پاتیا
در ۲۹ ژوئیه ۲۰۱۲ (۸ مرداد ۱۳۹۱)، دادگاهی در هند سی نفر را در پرونده قتل‌عام نارودا پاتیا به دلیل دست داشتن در این حملات محکوم کرد. محکومین شامل وزیر پیشین ایالتی به نام مایا کدنانی و یکی از سران هندو به نام بابو باجرنگی بودند. بررسی این پرونده در سال ۲۰۰۹ (۱۳۸۸ شمسی) آغاز شد و بیش از سیصد نفر (از جمله قربانیان، شاهدان عینی، پزشکان و روزنامه نگاران) در دادگاه شهادت دادند. برای اولین بار، حکم صادر شده در دادگاه نقش یک سیاستمدار را در تحریک اوباش هندو تصدیق می‌کرد. فعالان این پرونده ادعا کردند که این حکم باعث شهرت بیشتر رقبای نارندرا مودی (وزیر وقت آن زمان گجرات) در انتخابات دولت در اواخر همان سال شد، هنگامی که مودی برای ورود به دوره سوم وزارت خود تلاش می‌کرد (حزب BJP و نهایتاً او انتخابات را برنده شدند). مودی از عذرخواهی امتناع ورزید و تکذیب کرد که دولت در شورش‌ها نقشی دارد. در جریان صدور این حکم بیست و نه نفر نیز تبرئه شدند. تیستا ستالواد در این مورد گفت: «برای اولین بار، در واقع دادرسی به فراتر از عاملان محلی کشیده شده و به بررسی توطئه‌های سیاسی پرداخته‌است. این واقعیت که محکومین از مقامات بالا رده بوده‌اند به این معنی است که توطئه‌چینی در این موارد اثبات شده‌است و تأثیرگذاری سیاسی بر اوباش از سوی قضات پذیرفته شده‌است. این یک پیروزی عظیم برای عدالت است».

### پرونده‌های مربوط به شهادت دروغ
در آوریل ۲۰۰۹ (فروردین ۱۳۸۸)، تیم تحقیق ویژه موسوم به اِس‌آی‌تی به دادگاه اعلام کرد که تیستا ستالواد پرونده‌هایی در مورد درگیری‌ها تشکیل داده که در آنها در مورد حوادث اغراق شده‌است. اِس‌آی‌تی که به ریاست مدیر سابق CBI آر.کی. رغوان اداره می‌شد، اذعان می‌داشت که شاهدان دروغینی توسط ستالواد و سایر سازمان‌های غیردولتی آموزش دیده‌اند تا در مورد حوادث غیر واقعی شواهدی ارائه دهند. تیم تحقیقاتی اِس‌آی‌تی تیستا ستالواد را به «سر هم کردن داستان‌های خوفناک در مورد قتل‌عام» متهم کرد.
دادگاه اعلام کرد که بیست و دو نفر از شاهدانی که در محاکمه‌های مختلف مربوط به شورش‌ها شهادتهای مشابهی داده بودند، توسط تیم تحقیقاتی اِس‌آی‌تی مورد بازجویی قرار گرفته و مشخص شد که شاهدان واقعاً شاهد این حوادث نبوده‌اند و ستالواد به آنها آموزش داده بوده تا این گونه شهادت دهند.

## بررسی‌های انجام شده
بیش از شصت مورد تحقیق توسط نهادهای ملی و بین‌المللی انجام شد که بسیاری از آنها نتیجه گرفتند که این درگیری‌ها توسط مقامات دولتی حمایت می‌شده‌است. گزارشی از کمیسیون ملی حقوق بشر هند (NHRC) نشان می‌داد که بر اساس پرس و جوهای انجام شده دولت به‌طور جامع نتوانسته‌است از حقوق مردم حمایت کند، همان گونه که در قانون اساسی هند آمده‌است. در این گزارش آمده بود که دولت گجرات به دلیل عدم فراست، عدم اقدام مناسب و عدم شناسایی عوامل محلی و اصلی این شورش‌ها مقصر بوده‌است. NHRC همچنین «عدم وجود تعهد و راستی» در انجام تحقیقات در مورد این درگیری‌ها را عاملی برای خدشه‌دار بود صحت تحقیقات انجام شده ابراز کرده بود. همچنین در این گزارش از پنج پرونده نام برده شده بود که توصیه می‌شد به دفتر مرکزی تحقیقات (CBI) منتقل شوند.
گزارش منتشر شده دیگری از طرف نهاد بین‌المللی «دپارتمان آزادی عقاید وزارت امور خارجه آمریکا» به نقل از NHRC نتیجه گرفت که این حملات از پیش تعیین شده بوده‌اند و مقامات دولت ایالتی در آن دست داشته‌اند و نیز شواهدی مبنی بر عدم اقدام پلیس در هنگام حمله به مسلمانان وجود دارد. وزارت امور خارجه آمریکا همچنین در این گزارش عنوان کرده بود که چگونه کتابهای درسی دبیرستان در گجرات به توصیف «شخصیت کاریزماتیک» هیتلر و «دستاوردهای نازیسم» می‌پردازند.
دو تن از نمایندگان کنگره ایالات متحده به نام‌های جان کانیرز و جوی پیتس متعاقباً بیانیه‌ای را در مجلس ارائه دادند که در آن نقش مودی را برای تحریک آزارهای مذهبی محکوم کرده بودند. آنها در این بیانیه اظهار داشته بودند که دولت مودی با «قرار دادن مطالبی در طرفداری از نازیسم در کتابهای درسی باعث ترویج گرایش‌های نژادپرستانه و تبعیض بین نژادی و شیوع مرام نازیسمی» در جامعه شده‌است. آنها همچنین نامه‌ای به وزارت امور خارجه آمریکا نوشته بودند که در آن خواسته شده بود تا درخواست مودی برای ویزای ایالات متحده رد شود.
نهادی به نام CCT که متشکل از قاضیان برجسته دادگاه عالی است، گزارش مفصل سه جلدی‌ای دربارهٔ شورش‌ها منتشر کرد. CCT که ریاست آن بر عهده قاضی بازنشسته دیوان عالی کریشنا ایر بود، یافته‌های خود را در سال ۲۰۰۳ منتشر کرد و اظهار داشت که برخلاف ادعای دولت مبنی بر دست داشتن در حوادث گادهارا، این درگیری‌ها از پیش برنامه‌ریزی نشده بودند و هیچ مدرکی برای اثبات این موضوع وجود ندارد. در مورد شورش‌های سراسر کشور، CCT گزارش داد که چند روز قبل از حادثه گادهارا که بهانه‌ای برای شروع این درگیری‌ها بوده‌است، خانه‌های متعلق به هندوها در مناطق مسلمانان نشین با تصاویری از الهه‌های هندو یا پرچم‌های زعفرانی رنگ (رنگ مخصوص ردای هندوها) علامت گذاری شده‌اند. این اقدام برای جلوگیری از هر گونه حمله تصادفی به خانه‌ها یا مغازه‌های متعلق به هندوها انجام شده‌است. تحقیقات CCT همچنین شواهدی را کشف کرد که نشان می‌داد احزاب هندوی VHP و Bajrang Dal اردوگاه‌های آموزشی دارند که در آن به مردم آموزش داده می‌شد تا مسلمانان را به چشم دشمن ببینند. این اردوگاه‌ها توسط احزاب هندوی BJP و RSS نیز پشتیبانی و حمایت می‌شدند. در گزارش دیگری از CCT آمده بود که «دست داشتن دولت ایالتی در این درگیری‌ها کاملاً واضح است و حمایت دولت مرکزی از دولت ایالتی در هر کاری که انجام داده‌است، مسئله‌ای است که همگان به آن پی برده‌اند».
دولت ایالتی فردی به نام جی جی شاه را مأمور کرد تا از مردی که گفته می‌شد در حادثه آتش‌سوزی قطار گادهارا نقش مهمی داشته بازجویی کند، اما اعتبار این بازجویی مورد قبول برخی از نهادها قرار نگرفت و کمسیون ملی حقوق بشر هند (NHRC) و کمیسیون ملی اقلیت‌های هند درخواست دادند تا دیوان عالی برای این مورد محاکمه‌ای برگزار کند. دیوان عالی کشور یافته‌های جی جی شاه را بی‌اعتبار خواند و در بیانیه‌ای اعلام کرد: «این بازجویی هیچ اساس مستدل و معتبری نداشته، بلکه بر اساس دلایل واهی بوده‌است».
در اوایل سال ۲۰۰۳ (۱۳۸۱ شمسی)، دولت ایالت گجرات کمیسیون ناناواتی-شاه را برای تحقیق در مورد کل این حادثه، از نخستین درگیری در گادهارا تا شورش‌های متعاقب آن تشکیل داد. این کمیسیون از ابتدا درگیر مشاجرات شد. فعالان و اعضای مخالف اصرار داشتند که یک کمیسیون قضایی تشکیل شود که توسط قضات پرونده سرپرستی شود نه یک بازنشسته از دادگاه عالی. دولت ایالتی از این کار امتناع ورزید. در طی چند ماه بعد، ناناواتی قبل از شنیدن هر گونه شهادتی اعلام کرد که هیچ مدرکی مبنی بر کم‌کاری پلیس یا دولت در رسیدگی به این درگیری‌ها وجود ندارد. در سال ۲۰۰۸ (۱۳۸۷ شمسی) جی جی شاه درگذشت و یک قاضی بازنشسته دیوان عالی کشور به نام اکشای مهتا، جایگزین او شد. انتصاب مهتا بحث‌برانگیز بود زیرا او قاضی‌ای بود که به مظنون اصلی در پرونده قتل‌عام نارودا پاتیا به نام بابو باجرنگی، اجازه داده بود تا با قید وثیقه آزاد شود. در ژوئیه سال ۲۰۱۳ (تیر ۱۳۹۲) این کمیسیون ۲۰اُمین الحاقیه خود را دریافت کرد، و فردی به نام موکول سینها عضو یک گروه حقوق مدنی موسوم به جان سانگهارش مانچ در مورد این تاخیرها گفته بود: «فکر می‌کنم کمیسیون اهمیت خود را از دست داده و اکنون به نظر می‌رسد در انتظار نتایج انتخابات لوک سابها سال ۲۰۱۴ به سر می‌برد». در سال ۲۰۰۷ (۱۳۸۶ شمسی)، در یک نشست غیر علنی مربوط به مجله خبری تهلکا اظهار شده بود که کمیسیون ناناواتی-شاه بر مبنای «مدارک و شواهد ساختگی» پیش رفته‌است. سردبیر مجله تهلکا به نام تارون تجپال ادعا کرده بود که نوارهای ویدیویی از اعتراف شاهدانی ضبط کرده‌اند که اظهار داشته‌اند بعد از رشوه گرفتن از پلیس گجرات، شهادت دروغ داده‌اند. مجله تهلکا همچنین شهادت فردی به نام رانجیتسین پاتل را ضبط کرده بود که در آن اظهار می‌داشت که به او و پرابهاتسین پاتل هر کدام مبلغ ۵۰ هزار روپیه برای تغییر اظهارات قبلی و عنوان کردن برخی از مسلمانان به عنوان مقصر، پرداخت شده‌است. طبق گفته‌های روزنامه‌نگاری به نام بی. جی. ورقس، اطلاعات افشا شده توسط مجله تهلکا آنقدر دقیق بوده که نمی‌تواند جعلی باشد.
یک کمیته حقیقت‌یابی که توسط سازمانی به نام ساهمات به ریاست دکتر کمال میترا چِنوی تشکیل شده بود به این نتیجه رسیدند که درگیری‌ها بیشتر شبیه به پاکسازی قومی یا نسل‌کشی بوده‌است تا شورش جمعی. در این گزارش آمده‌است: این درگیری‌ها از دیگر شورش‌های جمعی در سالهای ۱۹۶۹، ۱۹۸۵، ۱۹۸۹ و ۱۹۹۲ به مراتب بدتر و نه تنها تعداد کشته شدگان آن بیشتر بوده بلکه حملات صورت گرفته در طی این شورش‌ها وحشیانه‌تر نیز بوده‌است.

## عواقب بعدی

### شورش در گجرات
در طی این شورش‌ها قسمتهای زیادی از املاک و دارایی‌های این منطقه تخریب شده‌است. ۲۷۳ مقبره، ۲۴۱ مسجد، ۱۹ معبد و ۳ کلیسا ویران شده یا آسیبهایی به آنها وارد شده‌است. تخمین زده می‌شود که «۱۰۰٬۰۰۰ خانه، ۱٬۱۰۰ هتل، ۱۵٬۰۰۰ کار و کسب، ۳٬۰۰۰ چرخ دستی و ۵٬۰۰۰ وسیله نقلیه» متعلق به مسلمانان در این شورش‌ها از دست رفته‌اند. در کل، ۲۷٬۷۸۰ نفر دستگیر شدند. از این تعداد، ۱۱٬۱۶۷ نفر به خاطر اعمال مجرمانه (۳٬۲۶۹ مسلمان، ۷٬۸۹۶ هندو) و ۱۶٬۶۱۵ نفر برای پیشگیری از خشونت بیشتر (۲٬۸۱۱ مسلمان، ۱۳٬۸۰۴ هندو) دستگیر شدند. محکمه CCT گزارش داده‌است که ۹۰ درصد از دستگیرشدگان تقریباً بلافاصله با قرار وثیقه آزاد شده‌اند، حتی آنهایی که مظنون به قتل یا آتش‌افروزی بوده‌اند. گزارش‌های رسانه‌ای نیز حاکی از آن است که افراد سرشناس سیاسی از این روند آزادسازی استقبال کرده‌اند. در صورتی که این روند بر خلاف قوانین دولت ایالتی هنگام شورش است که می‌گوید: «درخواست قرار وثیقه از طرف همه متهمان به شدت منع و رد می‌شود.»

### منتقل شدن نیروهای پلیس
طبق گفته‌های رئیس پلیس آر. بی. سریکومار، مأمورین پلیسی که از قوانین پیروی می‌کردند و از گسترش شورش‌ها جلوگیری می‌کردند، توسط دولت مودی مجازات شدند. آنها مورد توبیخ انضباطی قرار گرفته و به جاهای دیگر منتقل شدند و برخی نیز مجبور به ترک ایالت شدند. سریکومار همچنین اذعان می‌داشت که ترساندن افراد وظیفه‌شناس و زیر سؤال بردن عدالت، در این سیستم حکومتی متداول است و دولت ایالتی دستورهایی را «بر خلاف قانون اساسی» صادر کرده، همچنین مقامات نیز از او خواسته بودند که مسلمانان درگیر در شورش را کشته یا مراسم مذهبی هندوها را مختل کند. دولت گجرات گفته‌های او را رد کرده و اذعان داشت که اظهارات او «بی‌اساس» و مبتنی بر بدخواهی و دشمنی است، و دلیل آوردند که چون به سریکومار ترفیع داده نشده‌است این حرف‌ها را زده‌است.

### ترویج بیشتر خشونت‌های جمعی توسط گروه‌های شیو سنا، VHP و گروه‌های افراطی مسلمان
در پی این شورش‌ها، فردی به نام بال تاکری رئیس وقت گروه ناسیونالیست هندو شیو سنا، گفته بود: «مسلمانان سرطانی برای این کشور هستند… سرطان یک بیماری غیرقابل درمان است. تنها درمان آن عمل جراحی است. ای هندوها، اسلحه دست بگیرید و این سرطان را از ریشه‌های خود دور کنید.» پروین توگادیا، رئیس بین‌المللی حزب ویشوا هندو پاریشاد (VHP)، گفته بود: «تمام مخالفان هندوتوا حکم اعدام خواهند گرفت» و آشوک سینگهال رئیس وقت VHP نیز گفته بود که درگیری‌های گجرات «یک آزمایش موفق» بوده که در سراسر کشور تکرار خواهد شد.
در خلال این شورش‌ها، یک گروه شبه نظامی به نام مجاهدین هندی در طرفداری از مسلمانان حملات انتقام جویانه‌ای انجام دادند تا در برابر موارد بیشتر خشونت گسترده علیه مسلمانان عامل بازدارنده‌ای باشند. آنها همچنین ادعا کردند که در انتقام بدرفتاری با مسلمانان و تخریب مسجد بابری، حملات ۲۰۰۸ (۱۳۸۷ شمسی) دهلی نو و درگیری‌های گجرات ۲۰۰۲ (۱۳۸۰ شمسی) را به راه انداخته‌اند. در سپتامبر ۲۰۰۲ (شهریور ۱۳۸۱) حمله‌ای به معبد هندو آکشاردهام انجام گرفت. افراد مسلح متونی را بر روی لباس خود نوشته بودند که نشان می‌داد این حمله انتقام جویانه به خاطر خشونت‌هایی است که مسلمانان متحمل شده‌اند. در اوت ۲۰۰۲ (مرداد ۱۳۸۱)، فردی به نام شهید احمد باکشی، یکی از نیروهای گروه مبارز لشکر طیبه قصد داشت تا مودی، پروین توگادیا از حزب VHP و سایر اعضای جنبش راست‌گرای ناسیونالیست را ترور کند تا انتقامی برای درگیری‌های سال ۲۰۰۲ گجرات باشد.
دیده‌بان حقوق بشر اذعان داشت که دولت در هماهنگی و پشتیبانی این خشونت‌ها دست داشته‌است. فعالان حقوق بشر و وکلای هندی خواستار تصویب این قانون هستند که با «این خشونت جمعی به عنوان نسل‌کشی برخورد شود.» در پی این خشونت‌ها، هزاران مسلمان از محل کار خود اخراج شدند و آنهایی که سعی در بازگشت به خانه‌های خود داشتند، از لحاظ اقتصادی و اجتماعی مورد ستم قرار گرفتند.

### تغییرات سازمانی و واکنشهای سیاسی
در ۳ مه ۲۰۰۲ (۱۳ اردیبهشت ۱۳۸۱)، رئیس پلیس پیشین پنجاب به نام کانوار پال سینگ گیل به عنوان مشاور امنیتی مودی منصوب شد. در دفاع از اقدامات مودی در شورای راجیه سبها علیه اتهام نسل‌کشی که به او زده شده بود، سخنگوی حزب هندوی BJP وی. کی. ماهوترا گفته بود که آمار رسمی کشته شدن ۲۵۴ هندو که اکثراً در اثر تیراندازی پلیس کشته شده بودند، نشان می‌دهد که چگونه مقامات دولتی اقدامات مؤثری برای مهار خشونت انجام داده‌اند. احزاب مخالف و ائتلاف سه نفره‌ای از هیئت مرکزی حزب BJP خواستار برکناری مودی به دلیل عدم کنترل و جلوگیری از این خشونت‌ها شدند و برخی علاوه بر این خواستار برکناری وزیر اتحادیه ال. کی. ادوانی نیز شدند.
در ۱۸ ژوئیه (۲۷ تیر)، مودی از فرماندار گجرات خواست که مجلس ایالتی را منحل کند و انتخابات تازه‌ای را راه بیندازد. کمیسیون انتخابات هند با استناد به قانون، انتخابات زود هنگام را رد کرد و آن را به دسامبر ۲۰۰۲ (آذر ۱۳۸۱) موکول کرد.
در این بین حزب BJP این درگیری‌ها را بهانه کرد و با استفاده از پوسترها و فیلم‌های ویدئویی از حادثه گادهارا، مسلمانان به عنوان تروریست به تصویر کشید. این حزب در کلیه حوزه‌های انتخاباتی‌ای که درگیری‌ها در آنها به وقوع پیوسته بود، رای اکثریت را بدست آورد و تعدادی از مقامات دخیل در این درگیری‌ها نیز انتخاب شدند که نفوذ آنان در سیستم به نوبه خود پیگیری پرونده افراد مقصر در این درگیری‌ها را منتفی می‌کرد.

### تحقیقات رسانه‌ای
در سال ۲۰۰۴ (۱۳۸۳ شمسی)، هفته نامه تِهلکا تصاویری از یک فیلم دوربین مخفی را منتشر کرد که بر مبنای آن ادعا می‌شد یکی از افراد حزب BJP به نام مادهو سریواستاوا، به شاهد پرونده Best Bakery به نام زاهیرا شیخ رشوه داده‌است.سریواستاوا این ادعا را رد کرد، و یک کمیته تحقیق از طرف دیوان عالی کشور برچسب «استنتاج اشتباه» را به این فیلم ویدئویی زد، که همین باعث شد نتوان شواهدی مبنی بر پرداخت واقعی پول را کشف کرد. در سال ۲۰۰۷ (۱۳۸۶ شمسی)، این مجله فیلم‌های دوربین مخفی بیشتری را افشا کرد که در آنها چندین عضو از احزاب BJP, VHP و Bajrang Dal به نقش خود در شورش‌ها اعتراف کرده بودند. از جمله کسانی که در این ویدیوها نشان داده شده بود مشاور ویژه نماینده دولت گجرات قبل از کمیسیون ناناواتی-شاه، آرویند پاندیا بود که پس از آزادی از سمت خود استعفا داد. این در حالی بود که برخی این گزارش‌ها را به دلیل داشتن جهت‌گیری‌های سیاسی مورد انتقاد قرار دادند، برخی روزنامه‌ها نیز اذعان داشتند که این مدارک صرفاً بدیهیات را بیان می‌کنند. با این حال، این گزارش با گزارش‌های رسمی که در آنها ادعا می‌شد مودی از نارودا پاتیا و پاسگاه پلیس آن منطقه بازدید کرده، مغایرت داشت. دولت گجرات کانال‌های خبری که این فیلم‌ها را منتشر می‌کردند را مسدود کرد، حرکتی که توسط صنف سردبیران هندوستان محکوم شد.
در این میان نفیسا حسین، یکی از اعضای کمیسیون ملی زنان هند، متهم به تشویق سازمان‌ها و رسانه‌ها برای موضع‌گیری و اغراق در نشان دادن نقش زنان آسیب دیده در این شورش‌ها شد، که این اتهام به شدت مورد اختلاف بود زیرا دولت گجرات کمیسیونی برای بررسی نقش زنان در این شورش‌ها نداشت. روزنامه‌ای به نام تریبون گزارش داد که «کمیسیون ملی زنان با اکراه در مورد همدستی دولت گجرات در خشونت‌های جمعی در ایالت موافقت کرده‌است». هر چند در گزارش‌های بعدی، تریبون عملکرد بهتری از این کمیسیون را گزارش داد.

### تیم تحقیق ویژه
در آوریل ۲۰۱۲ (فروردین ۱۳۹۱)، تیم تحقیق ویژه سه نفره‌ای که در سال ۲۰۰۸ توسط دیوان عالی کشور تشکیل شده بود، به عنوان پاسخی به دادخواست یکی از قربانیان حادثه قتل‌عام گلمِرگ، مودی را از هر گونه دخالت در شورش‌ها حتی بدترین قسمت آن در قتل‌عام گلبرگ، مبری دانست.
وکیلی به نام راجو راماچاندران که دستیار این پرونده بود، در گزارش خود با نتیجه‌گیری کلیدی آر. کی. رغوان که رهبری تیم تحقیق ویژه را برعهده داشت، به شدت مخالف بود: افسر پلیس سانجیو بهات در نشست شبانه سران پلیس گجرات که در خانه وزیر در ۲۷ فوریه ۲۰۰۲ (۸ اسفند ۱۳۸۰) به خاطر قتل‌عام گادهارا برگزار شد، حضور نداشت. بهات این گونه ادعا می‌کرد -که قبل از دادگاه اصلی به عنوان شهادت و به عنوان اظهارات در مقابل تیم تحقیق ویژه نیز مطرح شد- اینکه وی در این جلسه حضور داشته‌است و اذعان می‌دارد که مودی در این جلسه گفته‌است که باید به هندوها اجازه داده شود تا خشونت‌های تلافی جویانه‌ای علیه مسلمانان انجام دهند. راماچاندران بر این عقیده بود که مودی را می‌توان بخاطر اظهاراتش در این جلسه تحت پیگرد قانونی قرار داد. وی می‌گفت که هیچ مدرکی دال بر کذب بودن گفته‌های بهات در دادگاه اولیه ارایه نشده و ادعای وی در دادگاه اصلی قابل بررسی است. «از این رو، در این مرحله نمی‌توان گفته‌های جناب بهات را رد کرد و اقدامات بیشتری نیز نمی‌توان علیه جناب مودی انجام داد».
علاوه بر این، دادستان عمومی در قتل‌عام محله گلبرگ به نام آر. کی. شاه، استعفا داد زیرا کار با این تیم تحقیق ویژه را غیرممکن دانست و بعدها اظهار داشت: «من شاهدان زیادی را در مورد یک پرونده مخوف که در آن تعداد افراد زیادی که عمدتاً زنان و کودکان بودند، در خانه فردی به نام جفری کشته شده بودند گرد هم آوردم ولی هیچ گونه همکاری‌ای در این مورد با من نشد. افراد تیم تحقیق ویژه نسبت به شاهدان برخورد مناسبی ندارند و آنها را تهدید می‌کنند و هیچ گونه شواهد و مدارکی را با دادسرا در میان نمی‌گذارند، گویا این گونه به آنها دستور داده شده‌است». تیستا ستالواد نیز به نابرابری‌های شدید بین وکلای تیم تحقیق ویژه اشاره کرد که روزانه ۹۰۰ هزار روپیه دستمزد می‌گیرند در حالی که به دادستان‌های دولتی مبالغ بسیار جزئی پرداخت می‌شود. به افسران تیم تحقیق ویژه نیز ماهانه ۱۵۰ هزار روپیه از سال ۲۰۰۸ (۱۳۸۷ شمسی) به خاطر حضور در این تیم پرداخت شده‌است.

## ممنوعیت دیپلماتیک
عدم موفقیت مودی در متوقف کردن خشونت ضد مسلمانان منجر شد که کشورهای انگلستان، ایالات متحده و چندین کشور اروپایی ورود او را به خاکشان ممنوع کرده و همچنین تحریم‌هایی نیز از طرف اکثر مقامات به جز چند تن از تازه‌واردان، علیه دولت ایالتی وی اعمال شد. در سال ۲۰۰۵ (۱۳۸۴ شمسی)، درخواست مودی برای دریافت ویزای ایالات متحده از سوی این کشور رد شد زیرا او متهم به نقض جدی اصول آزادی ادیان بود. مودی به ایالات متحده دعوت شده بود تا قبل از مراسمی مربوط به اتحادیه صاحبان هتل‌های آسیایی آمریکایی سخنرانی کند. طوماری توسط ائتلاف ضد نسل‌کشی به سرپرستی آنگانا چاتتِرچی تهیه و توسط ۱۲۵ نفر از اعضای دانشگاه‌های مختلف امضا شد تا درخواست کنند که از قبول ویزای دیپلماتیک مودی خودداری شود.
گروه‌های هندو در ایالات متحده نیز به اعتراض و برنامه‌ریزی برای تظاهرات در شهرهای فلوریدا پرداختند. قطعنامه‌ای توسط جان کانیرز و جوی پیتس در مجلس نمایندگان ایالات متحده آمریکا ارائه شد که مودی را به تحریک آزارهای مذهبی محکوم کرد. پیتس همچنین به وزیر امور خارجه ایالات متحده آمریکا آن زمان کاندولیزا رایس نامه‌ای نوشت و خواستار شد که ویزای مودی پذیرفته نشود. در ۱۹ مارس (۲۹ اسفند) درخواست مودی برای ویزای دیپلماتیک رد شد و ویزای توریستی وی نیز باطل شد.
با ظهور بیشتر مودی در عرصه سیاست هند، بریتانیا و اتحادیه اروپا به ترتیب در اکتبر ۲۰۱۲ (مهر ۱۳۹۱) و مارس ۲۰۱۳ (اسفند ۱۳۹۱) تحریم‌های خود علیه او را برداشته، و پس از انتخاب وی به عنوان نخست‌وزیر، وی به واشینگتن، دی.سی. در ایالات متحده دعوت شد.

## تلاش‌های امدادی
تا تاریخ ۲۷ مارس ۲۰۰۲ (۷ فروردین ۱۳۸۱)، نزدیک به یک صد هزار آواره در ۱۰۱ اردوگاه امدادی جا داده شدند. تا دو هفته بعد بیش از ۱۵۰٬۰۰۰ نفر در ۱۰۴ اردوگاه جا گرفتند. این اردوگاه‌ها توسط گروه‌ها و سازمان‌های مردم نهاد اداره می‌شد که دولت متعهد به ارائه خدمات و پشتیبانی از آنها بود. این اردوگاه‌ها کمبود آب آشامیدنی، کمکهای پزشکی، لباس و پتو داشتند. به گفته یکی از مسئولین این اردوگاه‌ها، حداقل ۱۰۰ اردوگاه دیگر از حمایت دولت محروم ماندند، و به دلیل ترس از احتمال انتقال اسلحه، از ورود تجهیزات امدادی به برخی از اردوگاه‌ها جلوگیری شد.
بعدها واکنش دولت گجرات به این تلاش‌های امدادی مورد انتقاد قرار گرفت. برگزارکنندگان اردوگاه‌های امدادی ادعا کردند که دولت ایالتی پناهجویان را مجبور به ترک این اردوگاه‌ها کرده‌اند، در نتیجه بیست و پنج هزار نفر مجبور به ترک هجده اردوگاه شده که منجر به تعطیلی آنها شد. به دنبال تعهد دولت مبنی بر تعطیل نشدن اردوگاه‌های بیشتر، محکمه دادگاه عالی گجرات دستور داد که به برگزارکنندگان اردوگاه‌ها یک نقش نظارتی داده شود تا اطمینان حاصل شود که این موضوع تحقق یافته‌است.
در ۹ سپتامبر ۲۰۰۲ (۱۸ شهریور ۱۳۸۱)، مودی در طی سخنرانی‌ای اظهار داشت که مخالف برپایی اردوگاه‌های امدادی است. در ژانویه ۲۰۱۰ (دی ماه ۱۳۸۸)، دیوان عالی کشور به دولت دستور داد که سخنرانی و سایر اسناد مربوط به آن را به تیم تحقیق ویژه تحویل دهد.
«ای برادر، آیا باید اردوگاه‌های امدادی راه بیندازیم؟ آیا باید اجازه دهیم این اردوگاه‌ها مکانی برای تولید نسل و افزایش جمعیت باشند؟ ما می‌خواهیم با پیگیری خط مشی کنترل خانواده با قاطعیت به کنترل جمعیت برسیم. امه پانچ، آمارا پاچ‌هیس! (به هندی کنایه از اینکه ما پنج هستیم و بیست و پنج داریم)... آیا نمی‌توان در گجرات کنترل جمعیت خانواده‌ها را عملی کرد؟ چه کسانی مانع ما در این راه هستند؟ کدام فرقه مذهبی سر راه ما است؟»
در ۲۳ مه ۲۰۰۸ (۳ خرداد ۱۳۸۷)، دولت هند یک بودجه ۳٬۲ میلیارد روپیه‌ای (۸۰ میلیون دلار آمریکا) برای مددرسانی به قربانیان این شورش‌ها تخصیص داد.
در مقابل، در گزارش سالانه سازمان عفو بین‌الملل در مورد هند در سال ۲۰۰۳ (۱۳۸۲ شمسی) آمده بود: «دولت گجرات به‌طور جدی وظیفه خود را برای امدادرسانی و اسکان بخشی مناسب به بازماندگان انجام نداده‌است». دولت گجرات در ابتدا پیشنها داده بود که مبلغ ۲۰۰ هزار روپیه به خانواده‌های کشته شدگان در آتش‌سوزی قطار گادهارا و مبلغ ۱۰۰ هزار روپیه به خانواده‌های کشته شدگان در شورش‌های بعدی به عنوان غرامت پرداخت شود، که مسلمانان محلی آن را تبعیض آمیز خواندند.

## فیلم‌های ساخته شده
- راه حل نهایی فیلم مستندی است که در سال ۲۰۰۳ (۱۳۸۲ شمسی) به کارگردانی راکش شارما دربارهٔ شورش‌های گجرات ۲۰۰۲ ساخته شده‌است. این فیلم به دلیل اعتراض هیئت سانسور هند در سال ۲۰۰۴ (۱۳۸۳ شمسی) از ورود به جشنواره بین‌المللی فیلم بمبئی محروم شد، اما در ۵۴مین جشنواره بین‌المللی فیلم برلین در سال ۲۰۰۴ (۱۳۸۳ شمسی)، دو جایزه کسب کرد. این ممنوعیت بعدها در اکتبر ۲۰۰۴ (مهر ۱۳۸۳) برداشته شد.[۲۲۱][۲۲۲]
- مسافران: یک سفر ویدئویی به گجرات یک فیلم مستند است که در سال ۲۰۰۳ (۱۳۸۲ شمسی) به کارگردانی آکانکشا دامینی جوشی ساخته شده‌است. این مستند یک فیلم بلند مدت ۵۲ دقیقه‌ای است که مورد تحسین منتقدان قرار گرفته و سفر یک هندو و یک خانواده مسلمان در جریان و پس از شورش‌ها را روایت می‌کند. سیاست‌های تفرقه انداز کاملاً در طول زندگی دو خانواده در احمدآباد نشان داده می‌شود.[۲۲۳][۲۲۴] این فیلم که در سال ۲۰۰۳ (۱۳۸۲ شمسی) به پایان رسید، در نهمین جشنواره Open Frame,[۲۲۵] جشنواره Artivist Film در ایالات متحده آمریکا، جشنواره فیلم برای آزادی در دهلی، انجمن جهانی اجتماع ۲۰۰۴ در مادورای و جشنواره بین‌المللی فیلم‌های کوتاه و مستند و ماندگاری مقاومت در دهلی نو به نمایش درآمد.
- نمایشنامه دوست چوکاس آهین اِک ناگار وستو هاتو توسط ساومیا جوشی یک کمدی سیاه بر اساس شورش‌های سال ۲۰۰۲ (۱۳۸۱ شمسی) است.[۲۲۶]
- بهشت و جهنم بر روی زمین یک فیلم درام محصول سال ۲۰۰۷ (۱۳۸۶ شمسی) است که پس از این شورش‌ها ساخته شده و به دنبال نشان دادن پیامدهای این درگیری‌ها است. این فیلم بر اساس داستان واقعی زندگی پسر ده ساله فارسی‌زبان به نام ازهر مودی است. کارگردان این فیلم راهول دولاکیا برنده لوتوس طلایی جایزه ملی فیلم بهترین کارگردانی (هند) و بازیگر این فیلم ساریکا برنده لوتوس نقره‌ای جایزه ملی فیلم بهترین بازیگر زن (هند) شد.
- کارگردانی به نام تی.وی. چاندران سه فیلم به زبان مالایالم بر اساس عواقب شورش‌های گجرات ساخته‌است. این سه فیلم Kathavasheshan (2004)، Vilapangalkkappuram (2008) و Bhoomiyude Avakashikal (2012) نام دارند. روایت همه این فیلم‌ها در روز ۲۸ فوریه ۲۰۰۲ (۹ اسفند ۱۳۸۰) آغاز می‌شود، یعنی در روز بعد آتش‌سوزی قطار گادهارا.[۲۲۷]
- فراق یک فیلم هیجان انگیز سیاسی محصول سال ۲۰۰۸ (۱۳۸۷ شمسی) است که یک ماه پس از شورش را به تصویر می‌کشد و به دنبال نشان دادن عواقب آن بر زندگی روزمره مردم است.
- فصل یک فیلم درام عاشقانه محصول سال ۲۰۱۱ (۱۳۹۰ شمسی) به کارگردانی پانکاج کاپور است که به بررسی رویدادهای مهم سالهای ۱۹۹۲ (۱۳۷۱ شمسی) تا ۲۰۰۲ (۱۳۸۱ شمسی) می‌پردازد.
- کای پو چی! یک فیلم هندی محصول سال ۲۰۱۳ (۱۳۹۱ شمسی) است که این شورش‌ها را به تصویر می‌کشد.

## کتب مربوط
- Brass, Paul R. (15 July 2005). The Production of Hindu-Muslim Violence in Contemporary India. University of Washington Press. p. 388. ISBN 978-0-295-98506-0.{{cite book}}:  نگهداری CS1: پیش‌فرض تکرار ref (link)
- Bunsha, Dionne (2005). Scarred: Experiments With Violence in Gujarat. Penguin. ISBN 978-0-14-400076-0.{{cite book}}:  نگهداری CS1: پیش‌فرض تکرار ref (link)
- Engineer, Asgharali (2003). The Gujarat Carnage. Orient Blackswan. ISBN 978-81-250-2496-5.{{cite book}}:  نگهداری CS1: پیش‌فرض تکرار ref (link)
- Ghassem-Fachandi, Parvis (2012). Pogrom in Gujarat: Hindu Nationalism and Anti-Muslim Violence in India (PDF). Princeton University Press. ISBN 978-0-691-15177-9.
- Jaffrelot, Christophe (2011). Religion, Caste, and Politics in India. C Hurst & Co. ISBN 978-1-84904-138-6.{{cite book}}:  نگهداری CS1: پیش‌فرض تکرار ref (link)
- Kishwar, Madhu Purnima (2014). Modi, Muslims and Media: Voices from Narendra Modi's Gujarat. Manushi Publications. ISBN 978-81-929352-0-1.{{cite book}}:  نگهداری CS1: پیش‌فرض تکرار ref (link)
- Marino, Andy (2014). Narendra Modi: A Political Biography. HarperCollins Publishers India. ISBN 978-93-5136-217-3.{{cite book}}:  نگهداری CS1: پیش‌فرض تکرار ref (link)
- Mitta, Manoj (2014). The Fiction of Fact-Finding: Modi & Godhra. HarperCollins Publishers India. ISBN 978-93-5029-187-0.{{cite book}}:  نگهداری CS1: پیش‌فرض تکرار ref (link)
- Nussbaum, Martha Craven (2008). The Clash Within: Democracy, Religious Violence, and India's Future. Harvard University Press. ISBN 978-0-674-03059-6.{{cite book}}:  نگهداری CS1: پیش‌فرض تکرار ref (link)
- Oommen, T. K. (2008). Reconciliation in Post-Godhra Gujarat: The Role of Civil Society. Pearson Education India. ISBN 978-81-317-1546-8.{{cite book}}:  نگهداری CS1: پیش‌فرض تکرار ref (link)
- Shani, Ornit (2007). Communalism, Caste and Hindu Nationalism: The Violence in Gujarat. Cambridge University Press. ISBN 978-0-521-72753-2.
- Simpson, Edward (2009). Muslim Society and the Western Indian Ocean: The Seafarers of Kachchh. Routledge. ISBN 978-0-415-54377-4.{{cite book}}:  نگهداری CS1: پیش‌فرض تکرار ref (link)
- Varadarajan, Siddharth, ed. (2002). Gujarat: The Making of a Tragedy. Penguin (India). ISBN 978-0-14-302901-4. {{cite book}}: Cite has empty unknown parameter: |editorlink= (help)نگهداری CS1: پیش‌فرض تکرار ref (link)